# فرانس إنغستروم
فرانس إنغستروم (بالفنلندية: Frans Engström)‏ (و. 1873 – 1940 م) هو، من فنلندا، ولد في كالمار، توفي في هلسنكي، عن عمر يناهز 67 عاماً.

## وصلات خارجية
- فرانس إنغستروم على موقع IMDb (الإنجليزية)
- فرانس إنغستروم على موقع قاعدة بيانات الفيلم (الإنجليزية)